# Rumleshof
Rumleshof ist ein Gemeindeteil der Stadt Freystadt im Landkreis Neumarkt in der Oberpfalz in Bayern.

## Lage
Der Weiler Rumleshof liegt in der Frankenalb auf der Jurahochfläche auf 408 m ü. NHN, nördlich am Main-Donau-Kanal und ist von der Altstadt des Gemeindesitzes etwa zweieinhalb Kilometer in südwestlicher Richtung entfernt.

## Geschichte
„Rufoldeshoven“ ist erstmals 1186 in einer Urkunde des Papstes Urban III. genannt, und zwar als Besitz des Eichstätter Domkapitels. In einem Salbuch, das die Reichsstadt Nürnberg über das ihnen von Pfalzgraf Ottheinrich zur Schuldendeckung als Pfand überlassene Amt Hilpoltstein zwischen 1544 und circa 1564 anlegen ließ, heißt es, dass der Rumleshof mit allen Steuern und Rechten zur Herrschaft Stein gehörte.
Gegen Ende des Alten Reiches, um 1800, bestand die Ansiedelung aus einem Hof. Er unterstand hochgerichtlich und niedergerichtlich dem kurfürstlich-baierischen Pflegamt Hilpoltstein; Grundherr war das Rentamt Hilpoltstein.
Im Königreich Bayern (1806) wurde der Steuerdistrikt Mörsdorf im Landgericht und Rentamt Hilpoltstein im späteren Mittelfranken gebildet, dem die Einöde Rumleshof angehörte. Mit dem Gemeindeedikt von 1818 wurde die Ruralgemeinde Michelbach gebildet, der das Dorf Michelbach und die drei Einöden Rothenhof, Rumleshof und Schöllnhof zugeteilt waren. Alle vier Ansiedelungen gehörten zur Pfarrei Meckenhausen; während Rothenhof und Schöllnhof am 23. Oktober 1872 nach Freystadt umgepfarrt wurden, blieb Rumleshof bei der Pfarrei Meckenhausen, wohin die Kinder vom Rumleshof auch zur Schule gingen. 1875 hatte Rumleshof an Großvieh drei Pferde und 20 Stück Rindvieh; in der Gemeinde Michelbach gab es nach offizieller Zählung zu dieser Zeit 21 Pferde, 260 Stück Rindvieh, 60 Schafe, 121 Schweine und drei Ziegen.
Mit der Gebietsreform in Bayern wurde die Gemeinde Michelbach aus dem mittelfränkischen Landkreis Hilpoltstein ausgegliedert und zum 1. Juli 1972 in die Stadt Freystadt im Landkreis Neumarkt in der Oberpfalz eingemeindet. Seitdem ist Rumleshof ein Gemeindeteil von Freystadt.
In Rumleshof gibt es eine Staudengärtnerei, die seit 2012 Staudenkulturtage durchführt. In einer Teichwirtschaft werden Karpfen gezüchtet.

### Einwohnerentwicklung
- 1820: 6 (2 Anwesen)[5]
- 1871: 7 (3 Gebäude)[7]
- 1900: 12 (2 Wohngebäude)[9]
- 1938: 7 (Katholiken)[10]
- 1950:11  (1 Anwesen)[5]
- 1961: 11 (2 Wohngebäude)[11]
- 1973: 8[5]
- 1978: 8[12]
- 1987:  13 (3 Wohngebäude, 4 Wohnungen)[13]
- 31. Dezember 2016: 17[14]

## Verkehrsanbindung
Rumleshof ist über eine Gemeindeverbindungsstraße zu erreichen, die südlich von Michelbach von der Staatsstraße 2238 in westlicher Richtung abzweigt.